# 유럽 고속도로 8호선

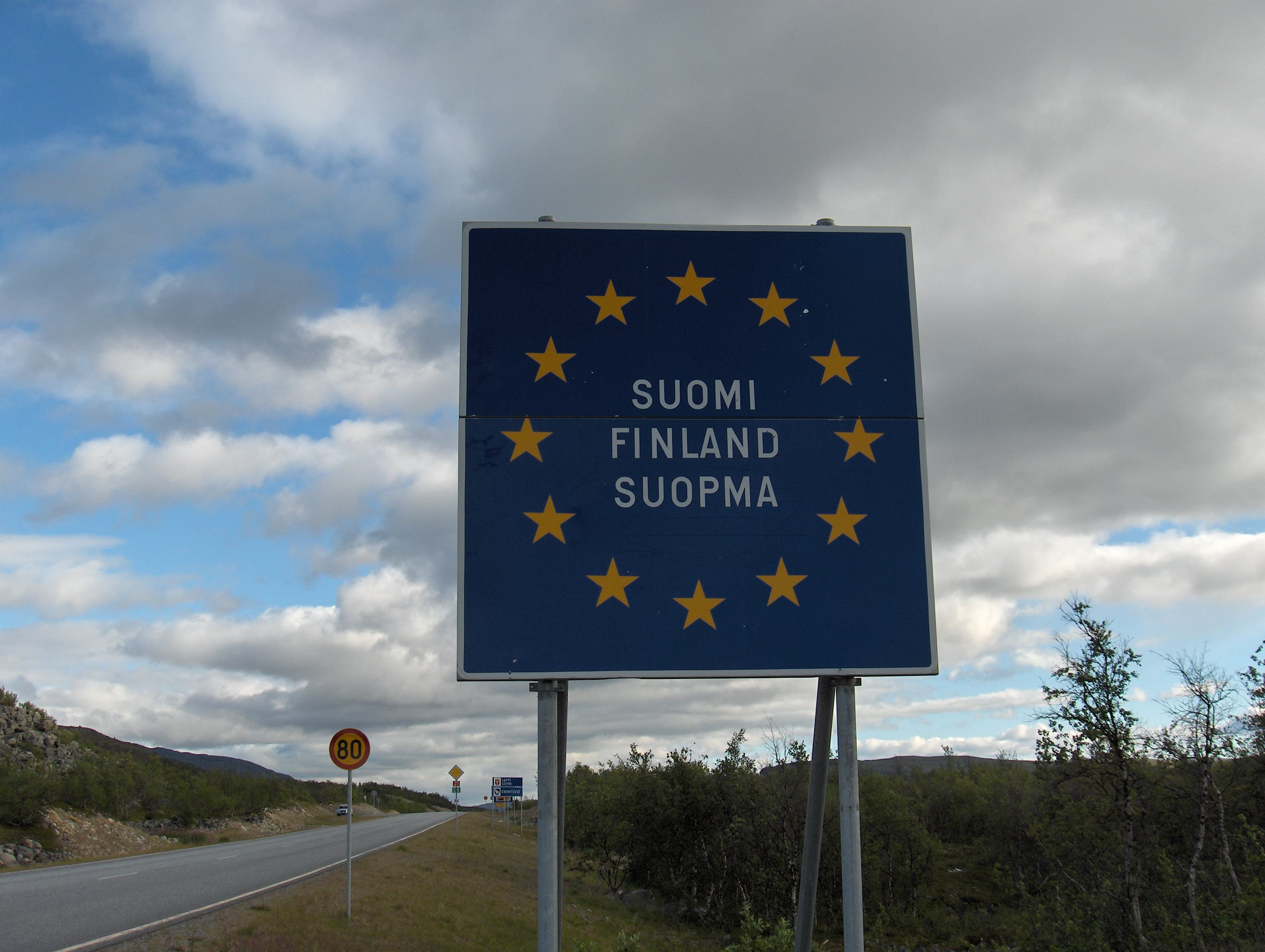
핀란드 킬피스예르비를 경유하고 있는 E8호선의 모습.

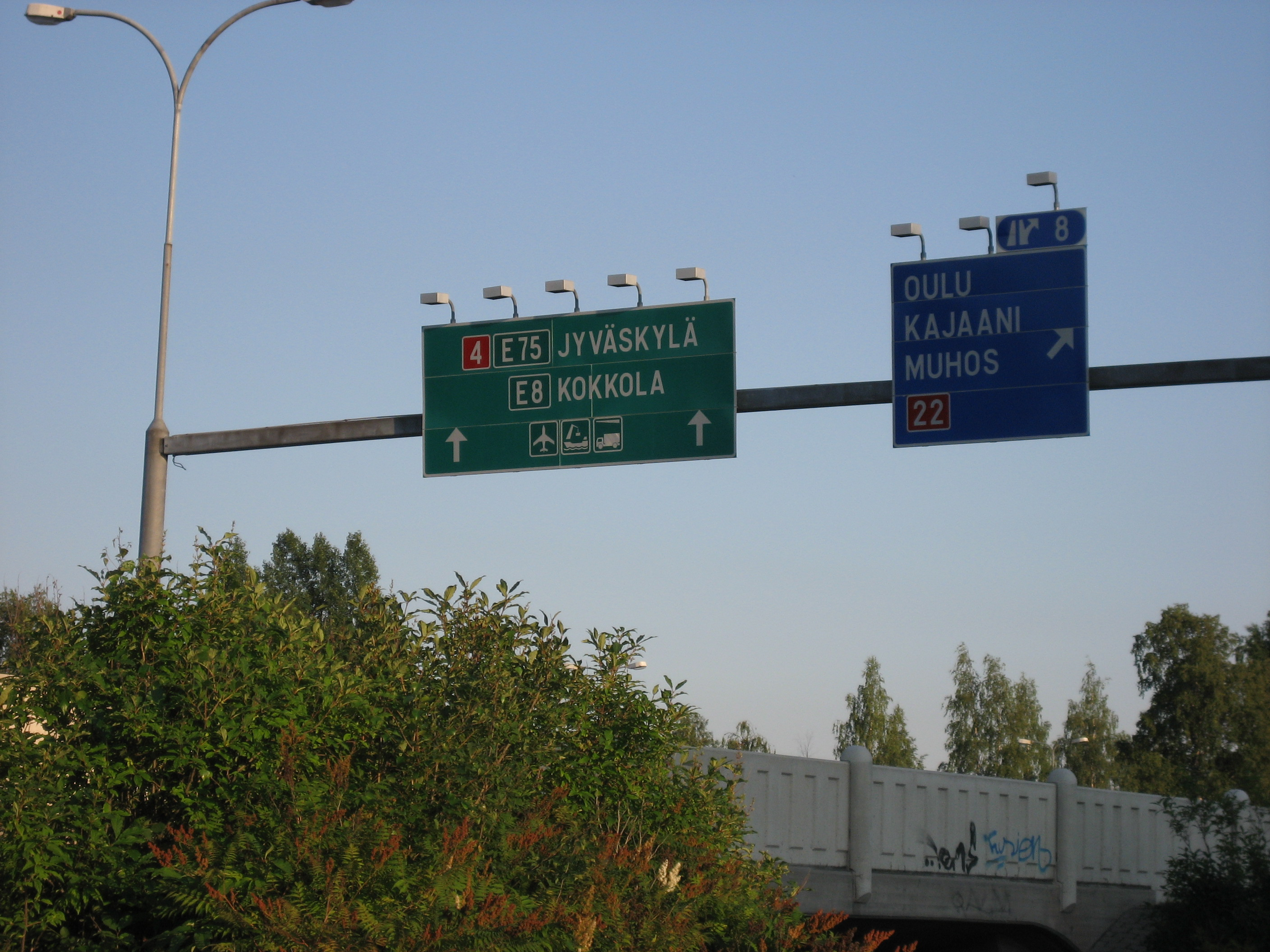
오울루를 관통하고 있는 핀란드 4번 국도의 모습이며, 이 도로에는 E8·E75호선이 서로 겸용하고 있는 것으로 전해졌다.

유럽 고속도로 08호선(European route E8)은 노르웨이의 트롬쇠에서 핀란드의 투르쿠까지 이어주는 유럽 고속도로 노선이다. 그러나 편의상 유럽 고속도로 8호선이라고도 가리키기도 하며 다른 명칭으로는 E08호선이라고도 표현되기도 한다. 또한 총 연장은 1,410km에 이른다. 그래서 E8호선의 주요 경유지를 보면, 트롬쇠 - 노르드키요스보튼 - 스키보튼 - 킬피스예르비 - 카레수반토 - 무오니오 - 토르니오 - 케민마 - 케미 - 오울루 - 리밍카 - 라헤 - 칼라요키 - 코콜라 - 바사 - 포리 - 라우마 - 투르쿠 등이 있다. 실질적인 E08호선이 지정되는 계기는 1992년에 최초로 적용되었으며, 옛 E-road 체계 하에 들어간 이전 노선 번호는 E78호선으로 적용되었다. 그리고 2002년에는 토르니오에서 투르쿠까지 연결되었고, 옛 E08호선은 런던에서 시작하여 하위치, 후크오브홀란드, 하노버, 베를린, 바르샤바, 브레스트 순으로 이어지는 도로 체계로 지정된 상태였다.

## 주요 경유지
- 노르웨이
  -  : 트롬쇠위아섬 - 노르드키요스보튼(영어판) (E06) - 스키보튼(영어판) (E06) - 헬리그스코겐(노르웨이어판)
- 핀란드
  - 국도 제21호선 : 킬피스예르비(영어판) - 카레수반토(영어판) (E45) - 토르니오 (E04)
  - 국도 제29호선 : 토르니오 (E04) - 케미 (E75)
  - 국도 제4호선 : 케미 (E75) - 오울루 (E75)
  - 국도 제8호선 : 오울루 (E75) - 바사 (E12) - 포리 - 투르쿠 (E18, E63)